# Llama Max-1-L/F
 (octobre 2024).
Si vous disposez d'ouvrages ou d'articles de référence ou si vous connaissez des sites web de qualité traitant du thème abordé ici, merci de compléter l'article en donnant les références utiles à sa vérifiabilité et en les liant à la section « Notes et références ».
Le Llama Max-1-L/F est un pistolet semi-automatique à simple action.
Fabriqué par la firme espagnole Llama Gabilondo y Cia SA depuis 1995, il est l'exacte réplique du colt 1911 sauf qu'il est prévu pour contenir un chargeur de grande capacité. Arme tout en acier, robuste et toujours précis, il fonctionne selon le système Browning par biellette. Le canon est monté sur biellette, et lors du départ du coup, il recule avec la culasse, puis libère celle-ci, qui continue sa course en éjectant l'étui.

## Caractéristiques
- Calibre : 45 acp
- Capacité du chargeur : 13 cartouches
- Poids : 1,2 kg
- Longueur canon : 127mm
- Longueur de l'arme : 216mm
- Hauteur : 137mm
- Distance entre mire : 150mm